# Nirit
Nirit (hebrejsky נִירִית, v oficiálním přepisu do angličtiny Nirit) je vesnice typu společná osada (jišuv kehilati) v Izraeli, v Centrálním distriktu, v Oblastní radě Drom ha-Šaron.

## Geografie
Leží v nadmořské výšce 114 metrů v kopcovitých oblastech na úpatí Samařska podél Zelené linie oddělující vlastní Izrael v mezinárodně uznávaných hranicích od okupovaného Západního břehu Jordánu, nedaleko od hustě osídlené a zemědělsky intenzivně využívané pobřežní nížiny, respektive Šaronské planiny. Jižně od obce protéká vádí Nachal Kana.
Obec se nachází 18 kilometrů od břehu Středozemního moře, cca 21 kilometrů severovýchodně od centra Tel Avivu a cca 73 kilometrů jižně od centra Haify. Nirit obývají Židé, přičemž osídlení v tomto regionu je etnicky smíšené. V pobřežní nížině na západní straně převládá židovské obyvatelstvo. 3 kilometry severozápadním směrem odtud ale leží i město Džaldžulja, které je součástí takzvaného Trojúhelníku obývaného izraelskými Araby. Další arabská sídla v rámci Trojúhelníku leží jižně odtud (Kafr Bara a Kafr Kasim). Obec leží přímo na Zelené linii, za kterou leží další arabská (palestinská) sídla. Za Zelenou linii tu ale proniká i židovské osídlení (město Oranit 2 kilometry jihovýchodně odtud).
Nirit je na dopravní síť napojen pomocí lokální silnice číslo 5233. Západně od vesnice prochází severojižním směrem dálnice číslo 6.

## Dějiny
Nirit byl založen v roce 1982. První obyvatelé se sem nastěhovali 19. ledna 1982. Podle jiného zdroje byla obec založena již v roce 1981. V roce 1986 a opětovně v roce 2000 prošla stavebním rozšířením. Až do roku 1986 šlo jen o malou osadu obývanou 15 rodinami pobývajícími v provizorních obydlích. Pojmenována byla podle místního druhu rostliny Ridolfie osenní (Ridolfia segetum).
V důsledku druhé intifády počátkem 21. století byly arabské části Západního břehu nedaleko od vesnice Nirit odděleny od vlastního Izraele pomocí bezpečnostní bariéry.

## Demografie
Podle údajů z roku 2014 tvořili naprostou většinu obyvatel v Nirit Židé (včetně statistické kategorie "ostatní", která zahrnuje nearabské obyvatele židovského původu ale bez formální příslušnosti k židovskému náboženství).
Jde o menší obec vesnického typu s dlouhodobě stagnující populací. K 31. prosinci 2014 zde žilo 1191 lidí. Během roku 2014 populace klesla o 1,8 %.
| Rok            | 1983 | 1995 | 2001 | 2003 | 2004 | 2005 | 2006 | 2007 | 2008 | 2009 | 2010 | 2011 | 2012 | 2013 | 2014 |
| -------------- | ---- | ---- | ---- | ---- | ---- | ---- | ---- | ---- | ---- | ---- | ---- | ---- | ---- | ---- | ---- |
| Počet obyvatel | 48   | 682  | 883  | 1035 | 1068 | 1089 | 1115 | 1139 | 1164 | 1092 | 1131 | 1170 | 1207 | 1213 | 1191 |